# Finkenhübel
Der Finkenhübel (tschechisch Pěnkavák) ist eine 410,6 Meter hohe Kuppe im Großschönauer Becken- und Kuppenland in der Östlichen Oberlausitz im Freistaat Sachsen. Der unbewaldete Berg erhebt sich zwischen den Tälern der Mandau und Lausur in der Gemarkung Großschönau. Ca. 300 m westlich seines Gipfels verläuft die deutsch-tschechische Grenze, der Westhang liegt in der Gemarkung Warnsdorf.

## Beschreibung
Der Finkenhübel wird im Norden von der Mandau und im Süden von der Lausur umflossen, westlich bildet der Karlsdorfer Bach (tschechisch Karlovský potok) ein sanftes Tal. Weithin sichtbar ist das auf dem Gipfel stehende Triangulierungsgerüst. Umgeben ist der Finkenhübel nördlich von Neu Warnsdorf, östlich von Großschönau und Vierhäuser, südöstlich von Neuschönau, südlich von Herrenwalde, südwestlich von Niedergrund und westlich von Karlsdorf. Am nördlichen Fuß befindet sich der Bahnhof Varnsdorf. Nördlich erhebt sich der Warnsdorfer Spitzberg (544,3 m ü.NN), nordöstlich der Hutberg  (371,5 m ü.NN), südwestlich der Weberberg (711 m ü.NN), westlich die Grenzbuche/Hraniční buk (542 m ü.NN) und nordwestlich der Burgsberg/Hrádek (429 m ü.NN). Östlich vorgelagert ist der Jahnsberg.

## Aufbau
Der Finkenhübel besteht aus einer Basaltdecke, die zum Teil von Phonolith des Jahnsberges überlagert ist. Die gut ausgebildeten Phonolithplatten am Jahnsberg hatten eine Länge von 8–10 m und eine Stärke von 0,3–1 m. Sie waren mit 80° nach Westen geneigt, und ließen sich wegen ihrer Querklüftung gut in regelmäßige Bausteine spalten. Durch den Steinbruchbetrieb wurde der Phonolith am Jahnsberg größtenteils abgebaut.
Der stillgelegte Steinbruch am Jahnsberg ist heute auf einer Fläche von 0,4 ha als Flächennaturdenkmal geschützt.

## Geschichte
Am Südwesthang des Finkenhübels führte die Plunderstraße von Waltersdorf über Alt Warnsdorf nach Seifhennersdorf. Nachdem König Matthias 1611 über die seit 1409 verbotene Straße nach Bautzen gezogen war, erhielt sie den Namen "Königsweg".
1832 wurde am "Königsweg" auf sächsischem Gebiet – unmittelbar an der Grenze beim böhmischen Karlsdorf ein Gasthaus errichtet. Das einschichtige Gasthaus "Am Finkenhübel" entwickelte sich zu einer beliebten Ausflugsgaststätte. Nachdem der "Königsweg" nach dem Zweiten Weltkrieg als grenzüberschreitenden Verbindung von Neuschönau nach Warnsdorf gesperrt worden war, bestand die Gaststätte "Am Finkenhübel" noch einige Jahre weiter. Eine Ansichtskarte aus dem Jahre 1958 zeigt die damals noch bewirtschaftete Gaststätte in einem baufälligen Zustand. Heute wird das Anwesen am Ende der Finkenhübelstraße anderweitig gewerblich genutzt.